# Шовонкур
Шовонкур (фр. Chauvoncourt) насеље је и општина у североисточној Француској у региону Лорена, у департману Меза која припада префектури Комерси.
По подацима из 2011. године у општини је живело 475 становника, а густина насељености је износила 47,31 становника/km². Општина се простире на површини од 10,04 km². Налази се на средњој надморској висини од 221 метар (максималној 349 m, а минималној 214 m).

## Демографија
| 1962. | 1968. | 1975. | 1982. | 1990. | 1999. | 2011. |
| ----- | ----- | ----- | ----- | ----- | ----- | ----- |
| 375   | 391   | 409   | 399   | 469   | 461   | 475   |

График промене броја становника у току последњих година